# MD Anderson Cancer Center Madrid
MD Anderson Madrid es el único centro hospitalario de la Comunidad de Madrid con una actividad completamente especializada en el tratamiento del cáncer, así reconocido por el Ministerio de Sanidad, Servicios Sociales e Igualdad. Fue fundado en  2000 como la primera filial internacional de The University of Texas MD Anderson Cancer Center de Houston (Texas), Su actividad fundamental se centra en la prevención, diagnóstico precoz y tratamiento del cáncer.
El centro se encuentra emplazado en la calle Arturo Soria de Madrid y cuenta con unas instalaciones de 15.300 m², un centenar de camas hospitalarias y cerca de 400 empleados, con los que ha proporcionado atención sanitaria a más de 36.000 pacientes durante el año 2011.

## Historia
MD Anderson Madrid se funda en el año 2000 como un edificio anexo al Hospital Naval de Madrid. El centro abre con 20 camas y el objetivo de ofrecer servicios de segunda opinión médica a pacientes con pronóstico de cáncer. En 2006, el centro realiza una reestructuración de sus instalaciones y adquiere las dependencias del Hospital Naval de Madrid. Se reforma el complejo hospitalario, se abren cuatro quirófanos y se amplía a 82 las camas de hospitalización.
En 2010, Grupo Hospiten adquiere MD Anderson Madrid en colaboración con Cartera Industrial REA. En 2012, Grupo Hospiten adquiere el 99'97% de MD Anderson, siendo el 0'03% restante correspondiente a MD Anderson Cancer Center Houston. Desde su puesta en marcha, el hospital ha tratado a más de 75.000 personas, lo que supone una media superior a los 6500 casos al año.

## Organización
MD Anderson tiene por objetivo la erradicación del cáncer en el mundo a través de programas que integran el cuidado al paciente, la investigación y la prevención. De esta forma, el centro desarrolla además programas educativos para estudiantes universitarios, graduados, profesionales, empleados y al público en general. En concreto, el logotipo actual de la institución muestra el MD Anderson Cancer Center Madrid, con la palabra ‘cáncer’ tachada para resaltar su compromiso con la erradicación de esta enfermedad.
Gestión y dirección
La gestión de MD Anderson Madrid depende directamente de Grupo Hospiten. En la actualidad, Pedro Luis Cobiella es el presidente de MD Anderson Madrid, quien compagina su cargo con el de presidente de Grupo Hospiten. Por su parte, Santiago González Moreno es el director médico del centro.
Equipamiento
Tras la remodelación del centro en el año 2006, MD Anderson Madrid cuenta con un equipamiento compuesto de 87 camas de hospitalización, 12 camas de REA-UCI, 4 quirófanos, un hospital de día equipado con 16 boxes, 30 consultas externas, un laboratorio completo (biología molecular, citogenética, citometría de flujo y microbiología clínica) y servicio de radiología (RMN, TAC y radiología convencional), de medicina nuclear (PET-TAC y gammacámara) y  de radioterapia (2 aceleradores lineales, 1 sala de braquiterapia y radioterapia de intensidad modulada [IMRT])
Actividad clínica
| Ingresos                   | 2.986   |
| Estancias                  | 16.166  |
| Urgencias                  | 2.330   |
| Intervenciones quirúrgicas | 2.048   |
| Estudios Rx                | 8.141   |
| Ecografías                 | 7.378   |
| Resonancias mngnéticas     | 3.796   |
| Pruebas del laboratorio    | 450.163 |
| Endoscopias digestivas     | 1.964   |
| Scanner                    | 9.660   |

- Datos actualizados a 31 de diciembre de 2011[13]

## Investigación
La Fundación MD Anderson Cancer Center España, una entidad sin ánimo de lucro constituida en el año 2000, capitaliza gran parte de la actividad investigadora de MD Anderson Madrid.
Además de la organización de conferencias, congresos y seminarios, la Fundación mantiene acuerdos con diversas universidades españolas para la formación de especialistas en Oncología de todo el mundo, como la Universidad Autónoma de Madrid, la Universidad Francisco de Vitoria o el Kings College London, entre otras.
En 2011, la Fundación MD Anderson Cancer Center España tenía en proceso de desarrollo un total de 77 ensayos clínicos, 32 de los cuales se iniciaron ese mismo año. En total, 240 pacientes han participado en ensayos clínicos con terapias novedosas ese mismo año.